# Argema
Argema este un gen de molii din familia Saturniidae, speciile fiind cunoscute și ca molii lună.

## Specii
- Argema besanti (Rebel, 1895)
- Argema kuhnei Pinhey, 1969
- Argema mimosae (Boisduval, 1847)
- Argema mittrei (Guerin-Meneville, 1846)